# Khaga
Khaga es  un pueblo y nagar Panchayat situado en el distrito de Fatehpur en el estado de Uttar Pradesh (India). Su población es de 35637 habitantes (2011). 

## Demografía
Según el  censo de 2011 la población de Khaga era de 35637 habitantes, de los cuales 18763 eran hombres y 16874 eran mujeres. Khaga tiene una tasa media de alfabetización del 75,80%, superior a la media estatal del 67,68%: la alfabetización masculina es del 83,65%, y la alfabetización femenina del 67,06%.